# Janina Zbruk
Janina Zbruk z domu Szostakiewicz (ur. 6 lutego 1921 w Purbejówce w gminie Antonówka nad Horyniem, zm. 14 września 2010 w Sierakowie Śląskim) – polska rolniczka i działaczka ludowa, poseł na Sejm PRL V kadencji.

## Życiorys
Uzyskała wykształcenie podstawowe. Prowadziła własne gospodarstwo rolne w Sierakowie. Wstąpiła do Zjednoczonego Stronnictwa Ludowego. Była radną Gromadzkiej Rady Narodowej w Sierakowie. W 1969 uzyskała mandat posła na Sejm PRL w okręgu Bytom, zasiadała w Komisji Budownictwa i Gospodarki Komunalnej.